# Chapelle Sainte-Anne d'Auderghem
 (août 2025).
Pour les articles homonymes, voir Chapelle Sainte-Anne.
La chapelle Sainte-Anne (en néerlandais : Sint-Annakapel) est située dans le domaine de Val Duchesse (Auderghem) dans la région de Bruxelles-Capitale en Belgique. Quoique plus ancienne que le prieuré de Val Duchesse, elle se trouve au-dehors de l’enceinte du couvent ; les religieuses disposaient de leur chapelle propre.

## Historique

### Chapelle aux origines "campagnarde"
La chapelle a donc toujours été un lieu où les rares habitants de cette partie de la vallée de la Woluwe venaient se recueillir, remerciaient les saints vénérés pour leur aide, leur demandaient assistance ou venaient simplement s’y mettre à l’abri et s’y reposer. Les rares habitants des alentours vivaient de l’agriculture et de l’exploitation forestière lorsqu'ils y érigèrent une chapelle, sans doute pour remplacer un oratoire en bois.

### Construction en référence à Sainte-Anne
On ne trouve pas d’écrit mentionnant la date de construction de la chapelle Sainte-Anne. On pense que des parties peuvent en être datées du XIe siècle. Il s’agit d’une construction en style roman simple qui fut longtemps un lieu de pèlerinage où était vénérée sainte Anne, mère de Marie. Comme elle n’accéda à la maternité qu’à un âge avancé, elle est, entre autres, la patronne des femmes enceintes soucieuses de la bonne éducation de leurs enfants. Les jeunes filles venant lui faire leurs dévotions pour rencontrer un bon époux n’étaient pas rares ou encore, elle intercédait en faveur des femmes stériles.

### Administration dominicaine
L'antique petite église villageoise fut administrée par le prieuré des Dominicaines de Val Duchesse depuis la fin du XIIe siècle jusqu’au XVIIe.

### Période révolutionnaire
Devenue propriété de la municipalité en 1796, la chapelle subit le sort qu’éprouvèrent tous les édifices du culte pendant la période révolutionnaire. Elle changea douze fois de main depuis 1812. De 1802 à 1843, elle fut pourtant promue église paroissiale auxiliaire de Watermael mais, devenue trop exiguë, fut remplacée par l’église Sainte-Anne. Elle fut déconsacrée en 1854.

### Lieu de culte devenu propriété privée
En 1902, la chapelle et les champs qui l’entouraient échurent à Alfred-Casimir Madoux, puis de Charles Dietrich, en 1910. Cet homme possédait de grandes parties de l’ancien prieuré de Val Duchesse. Il alla faire en sorte que la voie publique longeant le mur d’enceinte du couvent vers la chapelle Sainte-Anne – le chemin de la Chapelle – devienne propriété privée nonobstant le fait que 17 immeubles y étaient habités par 97 personnes (2 % de la population totale de l’époque). Même si les expropriations furent légalement menées, elles n’en suscitèrent pas moins un certain ressentiment au sein de la population.

### Restauration de l'édifice
Elle fut restaurée aux alentours de 1915 sous la direction du chanoine Lemaire, professeur à l’Université Catholique de Louvain.

## Référence
1. ↑  R. Lemaire, La chapelle Sainte-Anne au château de Val-Duchesse, Vromant, Bruxelles, 1918.